# Synchlora rufofrontaria
Synchlora rufofrontaria är en fjärilsart som beskrevs av Carl Freiherr von Gumppenberg 1895. Synchlora rufofrontaria ingår i släktet Synchlora och familjen mätare. Inga underarter finns listade i Catalogue of Life.